# جراده
جراده (به فرانسوی: Jerada) یک منطقهٔ مسکونی در مراکش است که در جراده واقع شده‌است. جراده ۴۳٬۵۰۶ نفر جمعیت دارد و ۲۶۸ متر بالاتر از سطح دریا واقع شده‌است.